# Руїдера
Руїдера (ісп. Ruidera) — муніципалітет в Іспанії, у складі автономної спільноти Кастилія-Ла-Манча, у провінції Сьюдад-Реаль. Населення — 588 осіб (2010).
Муніципалітет розташований на відстані близько 180 км на південний схід від Мадрида, 90 км на схід від Сьюдад-Реаля.

## Демографія
Динаміка населення (INE ):

## Галерея зображень

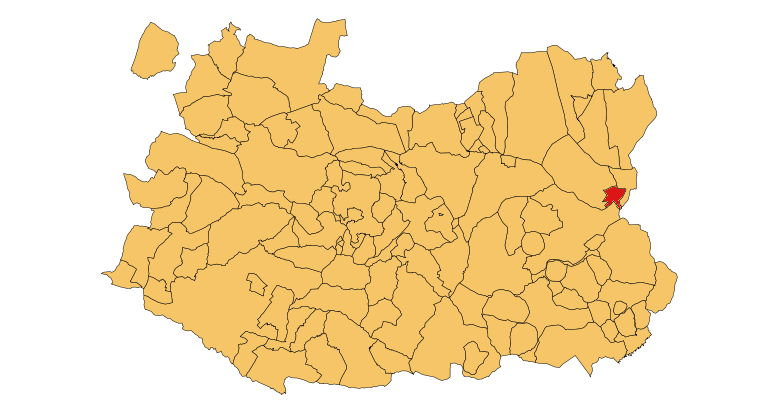
Розташування муніципалітету Руїдера у провінції